# Didier Vanoverschelde
Didier Vanoverschelde (Hallennes-lez-Haubourdin, 5 d'abril de 1952) va ser un ciclista francès, que fou professional entre 1979 i 1984.
El seu fill Cédric també fou ciclista professional.

## Palmarès
- 1972
  -  Campió de França en Persecució per equips
- 1978
  - Vencedor d'una etapa al Tour de la Reunió
- 1981
  - 1r a la París-Bourges

### Resultats al Tour de França
- 1979. 41è de la classificació general
- 1980. 45è de la classificació general
- 1981. 26è de la classificació general
- 1982. 42è de la classificació general
- 1983. 35è de la classificació general